# SBIフューチャーズ
SBIフューチャーズ株式会社（エスビーアイフューチャーズ）は、かつて存在した外国為替証拠金取引（FX）を行う先物取引会社。日本初のオンライン専業商品先物取引会社であった。

## 沿革
- 2000年（平成12年）
  - 10月13日 - イー・コモディティ株式会社設立。
  - 12月28日 - 東京工業品取引所の許可を取得。
- 2001年（平成13年）1月4日 - 取引業務を開始。
- 2002年（平成14年）11月18日 - 外国為替取引サービス「外国為替保証金取引 FX Fire（エフエックスファイヤー）」を開始。
- 2005年（平成17年）11月1日 - SBIフューチャーズ株式会社に商号変更。
- 2006年（平成18年）5月31日 - 大阪証券取引所ニッポン・ニューマーケット「ヘラクレス」に株式を上場。
- 2009年（平成21年）
  - 7月28日 - 上場廃止。
  - 7月31日 - 商品取引受託業務から撤退。
  - 8月1日 - SBIホールディングスの完全子会社となる。
- 2010年（平成22年）4月1日 - SBI証券と合併し、解散。